# سلحفاة الطين
سلحفاة الطين أو ذو القص المتحرك (الاسم العلمي: Kinosternon)، جنس صغير من السلاحف المائية وتنتمي إلى فصيلة سلاحف طينية، تستوطن الأمريكتين.